# Jakoetië

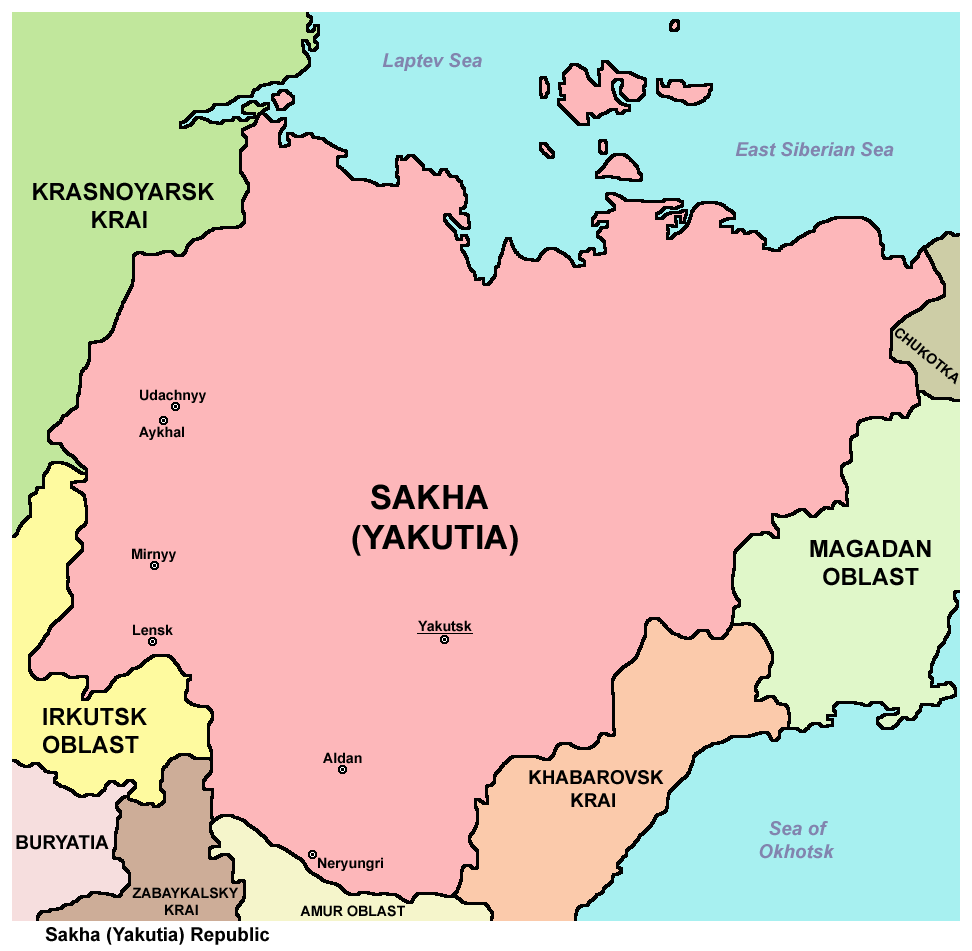

Jakoetië (Russisch: Якутия, Jakoetia) of Republiek Sacha (Jakoetië) (Russisch: Республика Саха, Respoeblika Sacha) (ook wel kortweg Sacha - Jakoets en Russisch: Саха) is een autonome republiek in de Russische Federatie.
Het is verreweg het grootste deelgebied ter wereld en omslaat 18% van het Russische grondgebied. Het is ongeveer even groot als India.

## Geschiedenis
De Jakoeten (eigenbenaming: Sacha) kwamen relatief recent in de streek aan. Ze hebben een Turkse en Mongoolse oorsprong. Ze drukten de aanwezige stammen weg en na eeuwen van consolidatie begonnen ze zichzelf Sacha te noemen.
De Evenken spraken over de Jakoeten als "Jako". Deze naam werd overgenomen door de Russen, toen ze in het begin van de 17e eeuw in de regio aankwamen. Tygyn, 'prins' van de Changalasski Jakoeten, verschafte hen een territorium voor Russische kolonisatie. De Lenski Ostrog (Fort van de Lena), de latere stad Jakoetsk, werd gesticht door de Kozak Pjotr Beketov op 25 september 1632. In augustus 1638 vormde de regering in Moskou een nieuwe bestuurlijke eenheid, gehuisvest in Lenski Ostrog. Het fort groeide daarna gestaag uit tot een echte stad.
De Russen ontwikkelden landbouw in het stroomgebied van de Lena. Dit waren vaak mensen van religieuze groepen die naar Jakoetië waren verbannen in de tweede helft van de 19e eeuw. Ze verbouwden tarwe, haver en aardappelen. De bonthandel introduceerde een geldeconomie. Industrie en transport begonnen zich te ontwikkelen aan het einde van de 19e eeuw en het begin van de Sovjet-periode. Dit vormde ook het begin van geologische ontginning, mijnbouw, en plaatselijke lood-productie.
In 1922 werd het 'Jakolskaja land' uitgeroepen tot Jakoetische Autonome Socialistische Sovjetrepubliek. Na de val van de Sovjet-Unie veranderde in 1992 de naam in Sacha (Jakoetië). Het bleef bovendien een autonome republiek.
Eind 2002 werd hier de zogenoemde Joekagier-mammoet gevonden. Eerder waren er al ongeveer een dozijn mammoeten gevonden in Siberië en Alaska, maar dit was een zeer goed bewaard gebleven exemplaar. Zo was de kop (op de slurf na) vrijwel intact. Ook trof men een complete poot en een maag met goed geconserveerde inhoud aan.

## Geografie
Jakoetië kan van noord naar zuid onderverdeeld worden in drie grote vegetatie-zones. Ongeveer 40% van Jakoetië ligt ten noorden van de poolcirkel en is bedekt met permafrost. Dat beperkt de groei van bomen in dit gebied. Arctische en subarctische toendra bepalen het aangezicht van de middelste zone, waar diverse soorten korstmossen en mossen als groene tapijten groeien. Het is het hoofdvoedsel van rendieren. In het zuidelijke deel van de toendra-zone groeien de Siberische den en lariks langs de rivieren. Verder naar het zuiden ligt een enorm taiga-bosgebied. Lariksen domineren in het noorden, in het zuiden verschijnen sparren en dennen. Taigabossen bedekken ongeveer 47% van Jakoetië, waarvan 90% uit lariks bestaat.
Het grootste gebergte van Jakoetië, het Verchojanskgebergte, loopt parallel ten oosten van de rivier Lena. Het vormt daarmee een grote boog die bij de Zee van Ochotsk begint en eindigt in de Noordelijke IJszee. Vanuit dit gebergte vloeien talloze kleine rivieren in de noordwaarts stromende Lena. Het Tsjerskigebergte ligt oostelijker en heeft de hoogste bergtop in Jakoetië, Gora Pobeda (3147 m). Nog verder naar het oosten ligt het goud-rijke Kolymagebergte, dat helemaal tot Tsjoekotka loopt.
Jakoetië ligt in het noorden aan de Laptevzee, de koudste en ijzigste zee op het noordelijk halfrond. Deze zee is 9-10 maanden per jaar met ijs bedekt.
Ondanks de kou in Jakoetië wordt het gebied ook bedreigd door hittegolven en bosbranden vanwege de klimaatverandering.

## Economie

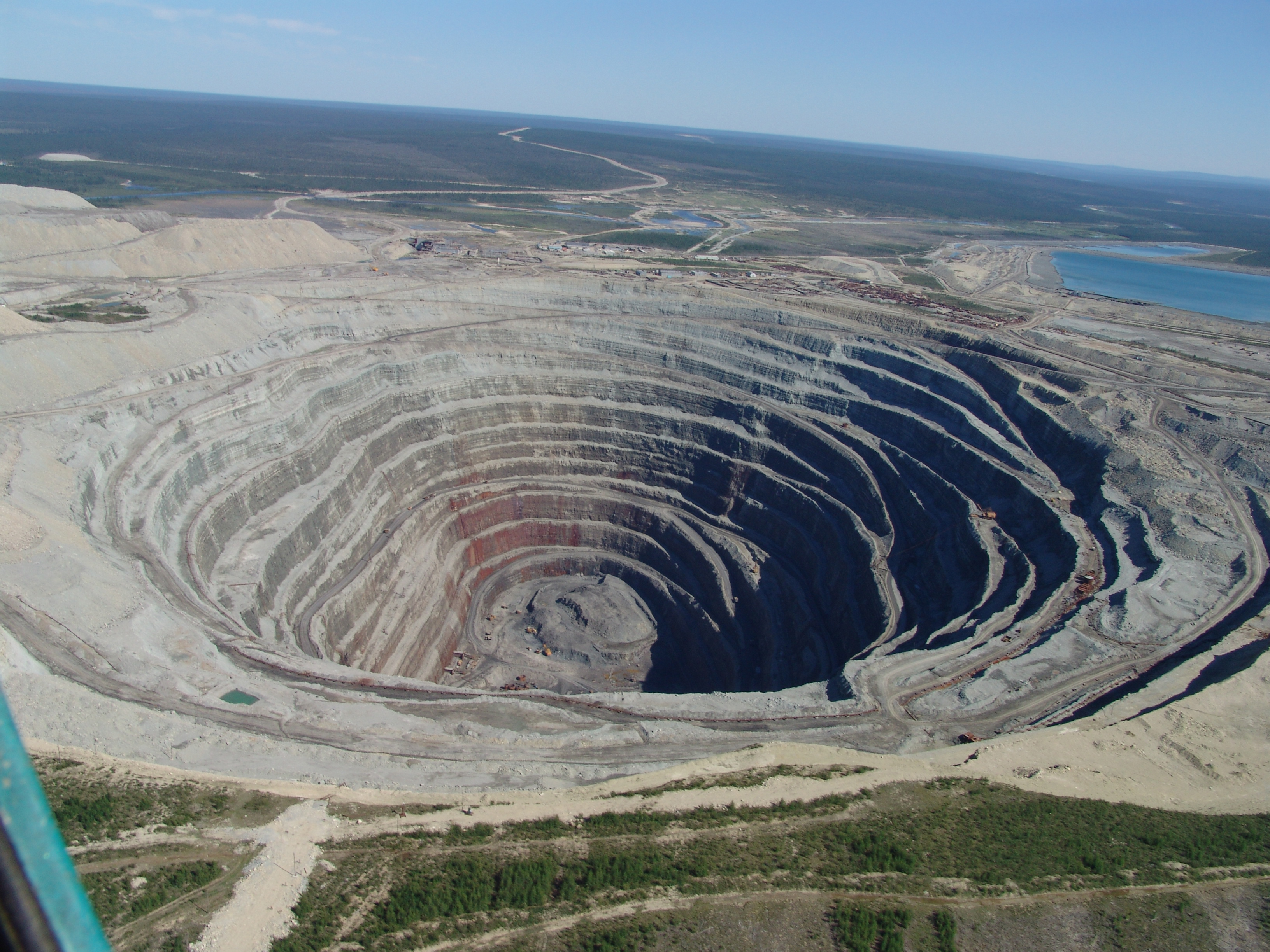
De Oedatsjnajapijp is een van de grootste diamantlagen van Jakoetië en heeft een diepte van 530 meter

Jakoetië is rijk bedeeld met grondstoffen. Het aardoppervlak bevat grote hoeveelheden aan aardolie, gas, steenkool, diamanten, goud en zilver. De aanwezige industrie -met name de mijnbouw- genereert 43% van het bruto nationaal product. De economie is vooral gericht op de productie van diamant, goud en tin. Ongeveer 99% van alle Russische diamanten worden gedolven in Jakoetië en het belangrijkste bedrijf is ALROSA.
De inheemse bevolking staat bekend als jagers, vissers en rendier-herders.

## Transport
Lokaal vervoer gebeurde traditioneel met behulp van de zeer robuuste Jakoet ponies. 
Vracht wordt vooral over water vervoerd. Er zijn zes rivieren en twee zeehavens. Mensen verplaatsen zich het meest met het vliegtuig. Het vliegveld van Jakoetsk heeft een internationale terminal.
Voor de toekomst wordt ingezet op het aanleggen van meer transportverbindingen. Hiertoe behoren een spoorlijn van Berkalit via Tommot naar Jakoetsk en een spoorbrug en autobrug over de Lenarivier bij Jakoetsk. Deze projecten moesten voor 2013 zijn voltooid. Ook zijn er plannen om op termijn een spoorlijn aan te leggen van Pravaja Lena op de rechteroever van de Lena via Zyrjanka naar Oeëlen in Tsjoekotka voor een toekomstig geplande tunnel onder de Beringstraat, om zo Rusland met de Verenigde Staten te verbinden. Voorlopig is echter nog niet zeker of voldoende investeerders voor dit megaproject zullen worden gevonden.

## Demografie
De bevolking van de republiek is volgens Rosstat 981.971 mensen (2021). De bevolkingsdichtheid — 0,32 mensen/km2 (2021) is een van de laagste van de samenstellende entiteiten van de Russische Federatie. Stedelijke bevolking — 65,45 % (2020).
Alles en de stedelijke bevolking (haar aandeel) volgens de gegevens van de All-Union en All-Russian tellingen:
Etniciteitsamenstelling, volgens de resultaten van de volkstellingen van 1926-2010:
| Etniciteit | 1926              | 1939             | 1959             | 1970             | 1979             | 1989             | 2002             | 2010             |
| ---------- | ----------------- | ---------------- | ---------------- | ---------------- | ---------------- | ---------------- | ---------------- | ---------------- |
| Jakoeten   | 235 926 (82,64 %) | 233 273 (56,5 %) | 226 053 (46,4 %) | 285 749 (43,0 %) | 313 917 (36,9 %) | 365 236 (33,4 %) | 432 290 (45,5 %) | 466 492 (49,9 %) |
| Russen     | 30 156 (10,56 %)  | 146 741 (35,5 %) | 215 328 (44,2 %) | 314 308 (47,3 %) | 429 588 (50,4 %) | 550 263 (50,3 %) | 390 671 (41,1 %) | 353 649 (37,8 %) |
| Evenken    | 13 145 (4,60 %)   | 10 432 (2,5 %)   | 9505 (2,0 %)     | 9097 (1,4 %)     | 11 584 (1,4 %)   | 14 428 (1,3 %)   | 18 232 (1,9 %)   | 21 008 (2,2 %)   |
| Oekraïners | 138 (0,05 %)      | 4229 (1,0 %)     | 12 182 (2,5 %)   | 20 253 (3,0 %)   | 46 326 (5,4 %)   | 77 114 (7,0 %)   | 34 633 (3,65 %)  | 20 341 (2,2 %)   |
| Evenen     | 738 (0,26 %)      | 3133 (0,8 %)     | 3537 (0,7 %)     | 6471 (1,0 %)     | 5763 (0,7 %)     | 8668 (0,8 %)     | 11 657 (1,2 %)   | 15 071 (1,6 %)   |
| Tataren    | 1671 (0,59 %)     | 4420 (1,1 %)     | 5172 (1,1 %)     | 7678 (1,2 %)     | 10 976 (1,3 %)   | 17 478 (1,6 %)   | 10 768 (1,1 %)   | 8122 (0,9 %)     |

## Grote plaatsen

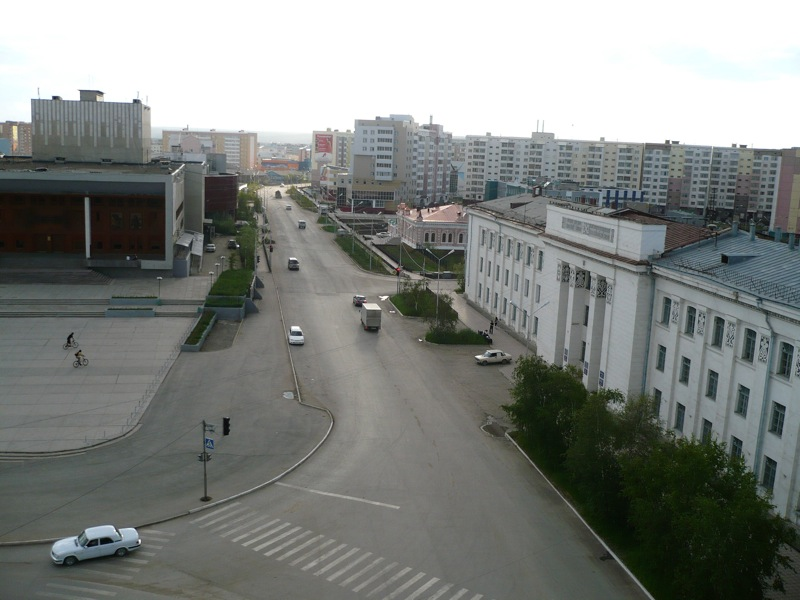
De hoofdstad Jakoetsk

## Bestuurlijke indeling
Jakoetië telt 66 gemeenten, waaronder 34 gemeentelijke districten (oeloesen) en 2 stedelijke districten (Jakoetsk en Zjataj). De oeloesen worden verder onderverdeeld in 365 selskieje poselenia (naslegs), waarvan 31 nationale.

### Lijst met oeloesen
1. Abyjski (Абыйский)
2. Aldanski (Алданский)
3. Allaichovski (Аллаиховский)
4. Amginski (Амгинский)

Oeloessen van Sacha; 0 = Jakoetsk en Zjataj

5. Anabarski (Анабарский - nationaal)
6. Boeloenski (Булунский)
7. Verchneviljoejski (Верхневилюйский)
8. Verchnekolymski (Верхнеколымский)
9. Verchojanski (Верхоянский)
10. Viljoejski (Вилюйский)
11. Gorny (Горный)
12. Zjiganski (Жиганский - nationaal)
13. Kobjajski (Кобяйский)
14. Lenski (Ленский)
15. Megino-Kangalasski (Мегино-Кангаласский)
16. Mirninski (Мирнинский)
17. Momski (Момский - nationaal)
18. Namski (Намский)
19. Nerjoengrinski (Нерюнгринский)
20. Nizjnekolymski (Нижнеколымский)
21. Njoerbinski (Нюрбинский)
22. Ojmjakonski (Оймяконский)
23. Olenjokski (Оленёкский - nationaal)
24. Oljokminski (Олёкминский)
25. Srednekolymski (Среднеколымский)
26. Soentarski (Сунтарский)
27. Tattinski (Таттинский)
28. Tomponski (Томпонский)
29. Oest-Aldanski (Усть-Алданский)
30. Oest-Majski (Усть-Майский)
31. Oest-Janski (Усть-Янский)
32. Changalasski (Хангаласский)
33. Tsjoeraptsjinski (Чурапчинский)
34. Eveno-Bytantajski (Эвено-Бытантайский) - nationaal)

## Politiek

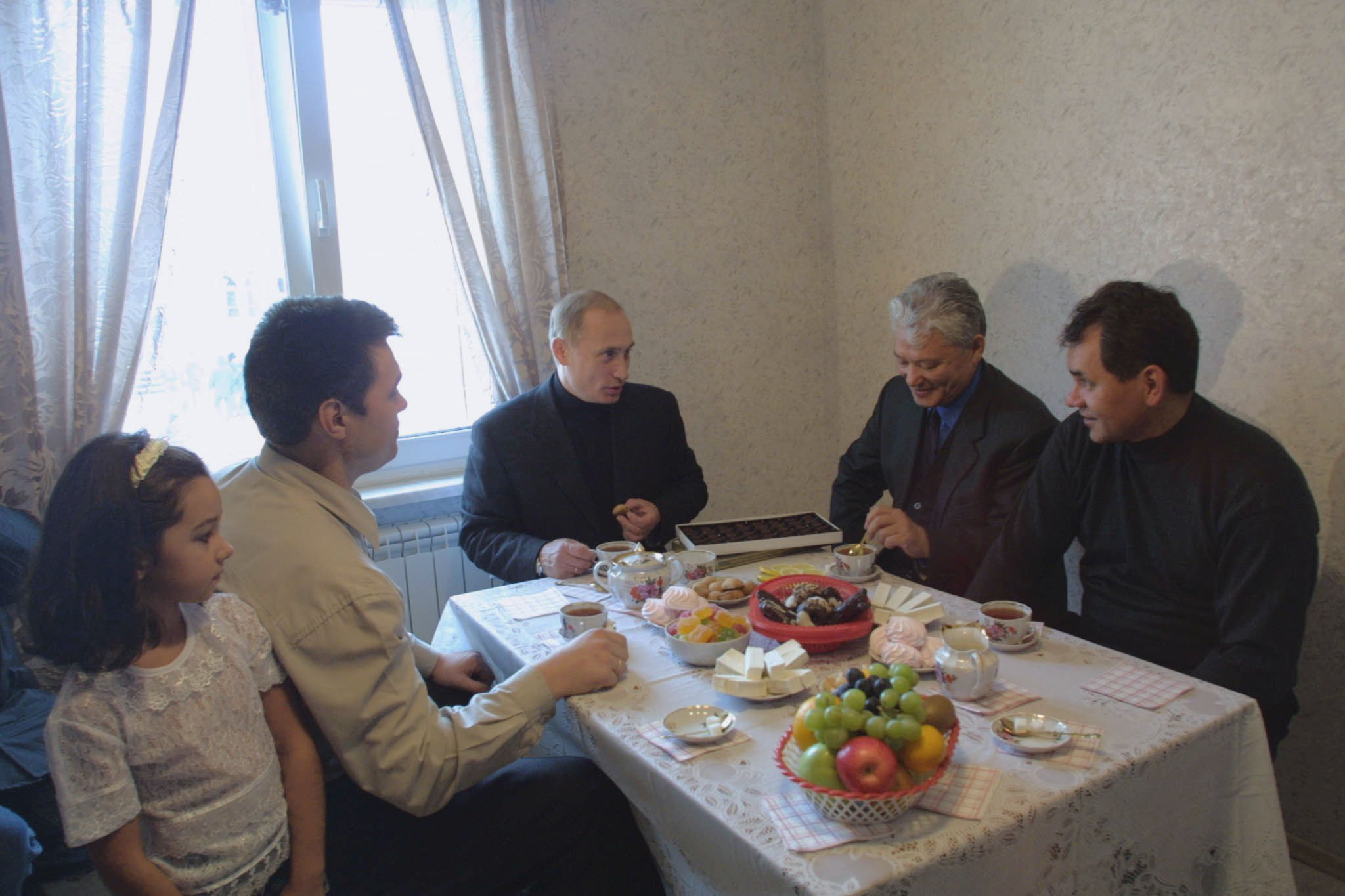
Michail Nikolajev in 2001 met Vladimir Poetin

De republiek heeft autonomie binnen de Russische Federatie. Het wetgevende lichaam in Jakoetië wordt gevormd door de uit twee kamers bestaande Staatsassemblee, beter bekend als "IL Tumen". De president van Jakoetië is het hoofd van de staat. De regering is het uitvoerende lichaam. De eerste president van Jakoetië was Michail Nikolajev, die in 1991 aantrad, hij werd eenmaal herkozen. In 2002 nam Vjatsjeslav Sjtyrov zijn positie over, maar stapte in 2010 om persoonlijke redenen op. Sinds 31 mei 2010 is Jegor Borisov president. Het hoofd van Jakoetië (Republiek Sacha) is Ajsen Nikolajev sinds 28 september 2018.

## Talen
Officiële taal is het Jakoets (ook bekend als Sacha), gesproken door ongeveer 25% van de bevolking. Het Jakoets is een Turkse taal met Mongoolse invloeden. Er komen ook leenwoorden in voor van de inheemse Paleosiberische volken.
Het Russisch wordt als een lingua franca gesproken door alle etnische groepen.

## Trivia
- Jakoetië staat bekend om zijn extreme klimaat, met het Verchojanskgebergte als het koudste gebied in het noordelijk halfrond. De allerkoudste plek ligt in Ojmjakon, waar een temperatuur van -71,1 °C, werd gemeten in januari 1964.
- "Lenin" was een van de meest bekende "revolutionaire" pseudoniemen van Vladimir Iljitsj Oeljanov. Het wordt aangenomen dat hij deze naam heeft gekozen om stelling te nemen tegenover George Plechanov die het pseudoniem Volgin gebruikte, naar de rivier Wolga. Oeljanov koos de Lena, een rivier in Jakoetië, omdat deze langer is en in tegenovergestelde richting stroomt.
- De leden van het in Los Angeles (Californië, USA) opgerichte muziekduo Olox komen van oorsprong uit Jakoetië. Ze traden in 2020 op tijdens het vijftiende seizoen van America's Got Talent.[12]
- In september 2020 werd het Gagarin Center for Culture and Contemporary Art geopend in de wijk Gagarin in Jakoetsk.[13]

- Bibliothèque nationale de France: cb119404223 (data)
- CiNii: DA14192974
- Gemeinsame Normdatei: 4028452-9
- International Standard Name Identifier: 0000 0004 0446 7783
- Library of Congress Control Number: n92076067
- MusicBrainz: 9795004e-e957-4fc2-8938-aef1b573b297
- Bibliotheek van het Japanse parlement: 00871187
- Nationale Bibliotheek van Tsjechië: ge134238
- Nationale Bibliotheek van Israël: 987007559774205171
- Système universitaire de documentation: 027341054
- Virtual International Authority File: 220701102